# Кесада, Беренисе
Берени́се Ксуя́ми Кеса́да Эрре́ра (исп. Berenice Xuyami Quezada Herrera; род. 28 сентября 1993, Рама, Атлантико-Сур) — никарагуанская модель и оппозиционный деятель, победительница конкурса красоты «Мисс Никарагуа 2017», благодаря чему участвовала в международном конкурсе «Мисс Вселенная 2017».

## Биография
Беренисе Кесада родилась 28 сентября 1993 года в городе Рама (Никарагуа). Кесада получила высшее образование в области гостиничного бизнеса и туризма и имеет степень бакалавра.

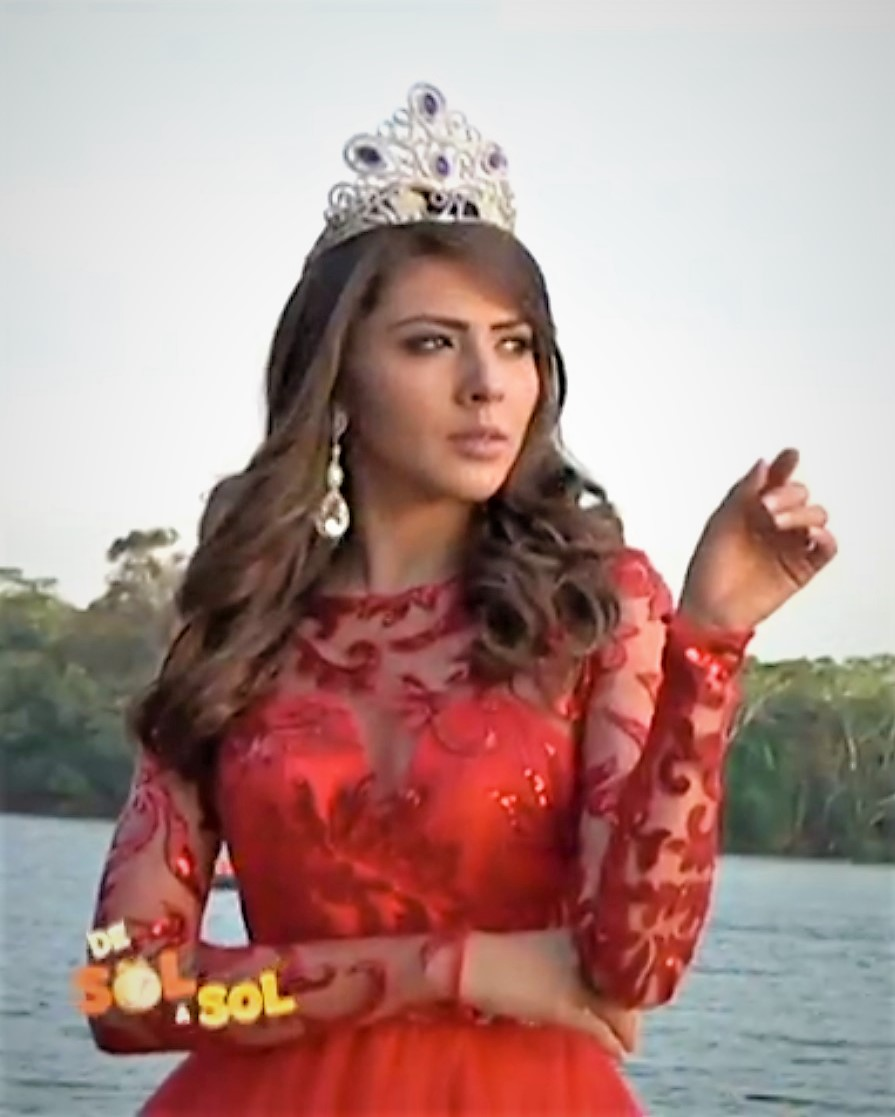
Беренисе Кесада в 2017 году

В марте 2017 года Кесада стала победительницей конкурса красоты «Мисс Никарагуа». Победа в национальном конкурсе позволила Кесаде принять участие в международном конкурсе «Мисс Вселенная 2017», по итогам которого Кесада в топ-16 не вошла.
2 августа 2021 года в ходе предвыборной кампании Кесада была выдвинута кандидатом на пост вице-президента страны от оппозиционной партии «Граждане за свободу». В кандидаты на должность президента страны был выдвинут бывший командир Контрас Оскар Собальварро. 3 августа 2021 года Кесада была арестована в своём доме и помещена под домашний арест. Кесаде было запрещено баллотироваться на государственные должности и было предъявлено обвинение в терроризме за то, что она критиковала отсутствие свободы в стране. Подобным арестам были подвергнуты многие другие кандидаты на пост президента от оппозиционных партий и общественные лидеры. 
Кесада была участницей протестов в Никарагуа 2018–2021 годов; при этом она также работала моделью для Nicaragua Diseña под руководством Камилы Ортеги, дочери президента Даниэля Ортеги и его вице-президента Росарио Мурильо. Кесада также оставляла в социальных сетях посты с поддержкой их партии, Сандинистского фронта национального освобождения.